# Bucimî, Jovkva
Bucimî (în ucraineană Бучми) este un sat în comuna Bîșkiv din raionul Jovkva, regiunea Liov, Ucraina.

## Demografie
Componența lingvistică a localității Bucimî
     Ucraineană (99,7%)
     Alte limbi (0,3%)
Conform recensământului din 2001, majoritatea populației localității Bucimî era vorbitoare de ucraineană (99,7%), existând în minoritate și vorbitori de alte limbi.